# Transfert de films amateurs sur DVD
Le transfert de films amateurs sur DVD est une méthode pour numériser les anciens  films amateurs en format 8mm, Super 8, 16mm,... et les archiver sur des DVD ou autres supports numériques.
De plus en plus d'entreprises se proposent de transférer les bobines de film super 8 des particuliers sur DVD. 

## Méthodes
- Par projection
  - Le film est projeté sur un écran et filmé par une caméra numérique.
- Par télécinéma
  - Chaque image du film est captée directement par un capteur CCD.
- Cadre par cadre : chaque cadre individuel du film est pris comme une image fixe qui est assemblée par la suite dans un dossier vidéo.